# Anna Gardocka-Jałowiec
Anna Gardocka-Jałowiec (ur. 28 października 1976) – polska ekonomistka, doktor habilitowana nauk ekonomicznych, prorektorka Uniwersytetu w Białymstoku.
W 1999 ukończyła studia ekonomiczne na Uniwersytecie w Białymstoku. Stopień doktorski uzyskała w 2001 na podstawie pracy pt. Inwestycje a instytucja kultury ekonomicznej (na przykładzie gospodarki polskiej) (promotorem był Kazimierz Meredyk). Habilitowała się w 2016 na podstawie oceny dorobku naukowego i rozprawy pt. Zmiany konsumpcji a kreowanie innowacji.
Specjalizuje się w instytucjonalizmie, innowacyjności gospodarki, metodzie wyceny projektów inwestycyjnych, zachowaniach konsumentów i konsumpcja oraz mikroekonomii. Od 1999 związana zawodowo z macierzystą uczelnią. Profesor uczelni na Wydziale Ekonomii i Finansów Uniwersytetu w Białymstoku, gdzie jest pracowniczką Katedry Ekonomii Politycznej oraz pełniła funkcję prodziekanki ds. studenckich w kadencji 2020–2024. Od 1 września 2024 prorektorka ds. studentów i doktorantów w kadencji 2024–2028. 
Członkini Polskiego Towarzystwa Ekonomicznego. 